# Albrecht 1. af Sachsen
Albrecht 1. af Sachsen (født 1175/1180, død 8. november 1261) var hertug af Sachsen 1212-1261, hertug af Albingen fra 1226, regent af markgrevskabet Meissen 1217-1230. Søn af hertug Bernhard III af Sachsen (død 1212) og (antagelig) Judith af Polen (død 1201/1202).

## Liv og gerning
Hertug Albrecht I understøttede indtil det sidste kejser Otto IV mod stauferne og bekrigede især staufernes mand ærkebiskop Albrecht af Magdeburg. Under disse kampe mistede hertugen blandt andet Stassfurt. Ved kejser Ottos død i 1218 overgik hertug Albrecht til den staufiske kejser Frederik II og fik der efter af denne sine len, rettigheder og fogderier bekræftede.
Albrecht opholdt sig flere gange i Italien. I 1226 blev han valgt til hertug af Albingen, hvorfor han blev inddraget i Holsten-Schauenburgs krig mod Danmark. Albrecht deltog i slaget ved Bornhöved syd for Kiel den 22. juli 1227, hvorved den danske stormagtsställning brød sammen. Han genvandt da Lauenburg-Ratzeburg samt landet Hadeln. Det sachsiske højhedskrav på Holsten-Wagrien, Schwerin, Dannenberg og Lübeck blev sikret. Fra sine welfiske modstandere kunne hertug Albrecht vinde fogderierne Bergedorf, Hitzacker og Sachsenwald.
1228/1229 var hertug Albrecht med kejser Frederik II i Jerusalem og formidlede 1231/1232 freden mellem kejseren og dennes søn kong Henrik (VII). 1240/1241 var Albrecht atter i Italien. Sedan faldt han imidlertid fra kejseren og anerkendte i stedet tronprætendenten Willem af Holland og senere (1257) Alfons X af Kastilien.
Under Albrechts tid rådede der anarki i det sachsisk-westfaliske område. Han vandt der grevelige rettigheder og besiddelser i Engern. I nogle dokumenter betegnes Albrecht som hertug af Engern, hvilket må anses for en inofficiel titel. Kort før sin død delte Albrecht sit land mellem sine sønner, hvorved linjerne Sachsen-Lauenburg og Sachsen-Wittenberg opstod.

## Ægteskaber og børn
Albrecht giftede sig første gang i Wien 1222 med Agnes af Østrig (1206-1226). Parret fik kun et barn:
1. Jutta af Sachsen (omkring 1223-1267), gift med kong Erik IV "Plovpenning" af Danmark (1216-1250)

Albrecht giftede sig anden gang tidligst 1229 med Agnes af Thüringen (død inden 1247). Parret fik følgende børn:
1. Elisabeth af Sachsen (omkring 1230-1293/1306), gift 1. med greve Johan I af Holsten (død 1263), gift 2. med greve Konrad I af Brehna (død 1277/1278)
2. Jutta af Sachsen (omkring 1240-1287), gift med markgreve Johan I af Brandenburg (død 1266/1267)
3. Mechthild af Sachsen (død 1265), gift med greve Helmhold III af Schwerin (død omkring 1299)

Albrecht giftede sig tredje gang i 1247/1248 med Helene af Braunschweig-Lüneburg (død 1273). Parret fik følgende børn:
1. Johan I af Sachsen-Lauenburg (1249-1286), hertug af Sachsen-Lauenburg
2. Albrecht II af Sachsen-Wittenberg (omkring 1250-1298), hertug af Sachsen-Wittenberg
3. Helene af Sachsen (1250/1253-1309), gift 1. med hertug Henrik III af Schlesien-Breslau (død 1266), gift 2. med borggreve Fredrik III af Nürnberg (død 1297)